# الکساندر هتلند
الکساندر هتلند (به انگلیسی: Aleksander Hetland) (زادهٔ ۲۶ دسامبر ۱۹۸۲) شناگر اهل نروژ است.